# Nessia hickanala
Nessia hickanala — вид сцинкоподібних ящірок родини сцинкових (Scincidae). Ендемік Шрі-Ланки.

## Опис
Nessia hickanala мають струнке тіло та сполющену, клиноподібну голову. Кінцівки відсутні. Нижня повіка складається з трьох прозорих лусок. Спинні луски збільшені. Забарвлення переважно рожевувато-коричневе, луски мають темно-коричневі краї.

## Поширення і екологія
Nessia hickanala мешкають на північному заході Шрі-Ланки, зокрема в національному парку Вілпатту. Вони живуть в сухих тропічних лісах, в піщаному ґрунті на глибині до 10-30 см. Відкладають яйця.

## Збереження
МСОП класифікує цей вид як такий, що перебуває під загрозою зникнення. Nessia hickanala загрожує знищення природного середовища.